# 銀頜魚
銀頜魚（學名：Ericymba amplamala）為輻鰭魚綱鯉形目雅羅魚科銀頜魚屬的其中一種，分布於北美洲美國阿拉巴馬州Wacoochee溪流域，體長可達7.2公分，棲息在沙石底質，水流緩慢的溪流，成小群活動，生活習性不明。

## 扩展阅读
維基物種上的相關：銀頜魚